# Сент-Аман (Лозер)
Сент-Ама́н (фр. Saint-Amans) — колишній муніципалітет у Франції, у регіоні Окситанія, департамент Лозер. Населення — 154 осіб (2011).
Муніципалітет був розташований на відстані близько 480 км на південь від Парижа, 125 км на північ від Монпельє, 17 км на північ від Манда.

## Історія
До 2015 року муніципалітет перебував у складі регіону Лангедок-Русійон. Від 1 січня 2016 року належав до нового об'єднаного регіону Окситанія.
1 січня 2019 року Сент-Аман, Етабль, Р'єтор-де-Рандон, Серв'єр i Ла-Вільдьє було об'єднано в новий муніципалітет Мон-де-Рандон.

## Демографія
Динаміка населення (Cassini ):
Розподіл населення за віком та статтю (2006):
| Стать | Всього | До 15 років | 15-24 | 25-44 | 45-64 | 65-85 | Понад 85 |
| --- | ------ | ----------- | ----- | ----- | ----- | ----- | -------- |
| Чоловіки | 68     | 13          | 4     | 13    | 26    | 8     | 4        |
| Жінки | 68     | 9           | 4     | 13    | 25    | 17    | 0        |
| \| Статево-вікова піраміда \| Статево-вікова піраміда \| Статево-вікова піраміда \| \| ----------------------- \| ----------------------- \| ----------------------- \| \| Чоловіки \| Вік \| Жінки \| \| 4 \| 85 + \| 0 \| \| 0 \| 80-84 \| 0 \| \| 4 \| 75-79 \| 4 \| \| 4 \| 70-74 \| 4 \| \| 0 \| 65-69 \| 9 \| \| 9 \| 60-64 \| 4 \| \| 0 \| 55-59 \| 17 \| \| 4 \| 50-54 \| 4 \| \| 13 \| 45-49 \| 0 \| \| 0 \| 40-44 \| 4 \| \| 9 \| 35-39 \| 9 \| \| 0 \| 30-34 \| 0 \| \| 4 \| 25-29 \| 0 \| \| 4 \| 20-24 \| 0 \| \| 0 \| 15-20 \| 4 \| \| 13 \| 10-14 \| 0 \| \| 0 \| 5-9 \| 9 \| \| 0 \| 0-4 \| 0 \| |        |             |       |       |       |       |          |
| Статево-вікова піраміда |        |             |       |       |       |       |          |
| Чоловіки | Вік    | Жінки       |       |       |       |       |          |
| 4 | 85 +   | 0           |       |       |       |       |          |
| 0 | 80-84  | 0           |       |       |       |       |          |
| 4 | 75-79  | 4           |       |       |       |       |          |
| 4 | 70-74  | 4           |       |       |       |       |          |
| 0 | 65-69  | 9           |       |       |       |       |          |
| 9 | 60-64  | 4           |       |       |       |       |          |
| 0 | 55-59  | 17          |       |       |       |       |          |
| 4 | 50-54  | 4           |       |       |       |       |          |
| 13 | 45-49  | 0           |       |       |       |       |          |
| 0 | 40-44  | 4           |       |       |       |       |          |
| 9 | 35-39  | 9           |       |       |       |       |          |
| 0 | 30-34  | 0           |       |       |       |       |          |
| 4 | 25-29  | 0           |       |       |       |       |          |
| 4 | 20-24  | 0           |       |       |       |       |          |
| 0 | 15-20  | 4           |       |       |       |       |          |
| 13 | 10-14  | 0           |       |       |       |       |          |
| 0 | 5-9    | 9           |       |       |       |       |          |
| 0 | 0-4    | 0           |       |       |       |       |          |

## Економіка
2010 року серед 85 осіб працездатного віку (15—64 років) 64 були активними, 21 — неактивною (показник активності 75,3%, у 1999 році було 82,5%). З 64 активних мешканців працювало 60 осіб (31 чоловік та 29 жінок), безробітними було 4 (4 чоловіки та 0 жінок). Серед 21 неактивної 7 осіб було учнями чи студентами, 9 — пенсіонерами, 5 були неактивними з інших причин.

У 2010 році в муніципалітеті числилось 68 оподаткованих домогосподарств, у яких проживали 163,0 особи, медіана доходів виносила 17 402 євро на одного особоспоживача